# 富融銀行
 富融銀行（英語：Fusion Bank，香港銀行編號：391）是香港的虛擬銀行（又稱數字銀行），於2020年12月21日正式開業，由騰訊、香港交易所、中國工商銀行（亞洲）、高瓴资本集团和時任新世界發展執行副主席鄭志剛合資經營。此銀行之初期股本5億元，為2019年香港金融管理局核可8間虛擬銀行中最少者。
2023年5月，此銀行宣布與Tesla合作，提供Tesla電動車貸款。

## 請參閲
1. ↑  . 香港金融管理局. （原始内容存档于2025-04-19）.
2. 1 2  . 香港經濟日報. 2021-01-04  [2023-05-17]. （原始内容存档于2023-05-17） （中文（香港））.
3. 1 2  . 香港經濟日報. 2020-06-22  [2023-05-21]. （原始内容存档于2023-05-21） （中文（香港））.
4. ↑  . 香港經濟日報. 2023-05-04 （中文（香港））.

## 外部鏈接
- 富融銀行 （页面存档备份，存于）